# Doryctes buoculus
Doryctes buoculus är en stekelart som beskrevs av Marsh 1969. Doryctes buoculus ingår i släktet Doryctes och familjen bracksteklar. Inga underarter finns listade i Catalogue of Life.